# Aleksander Zamenhof

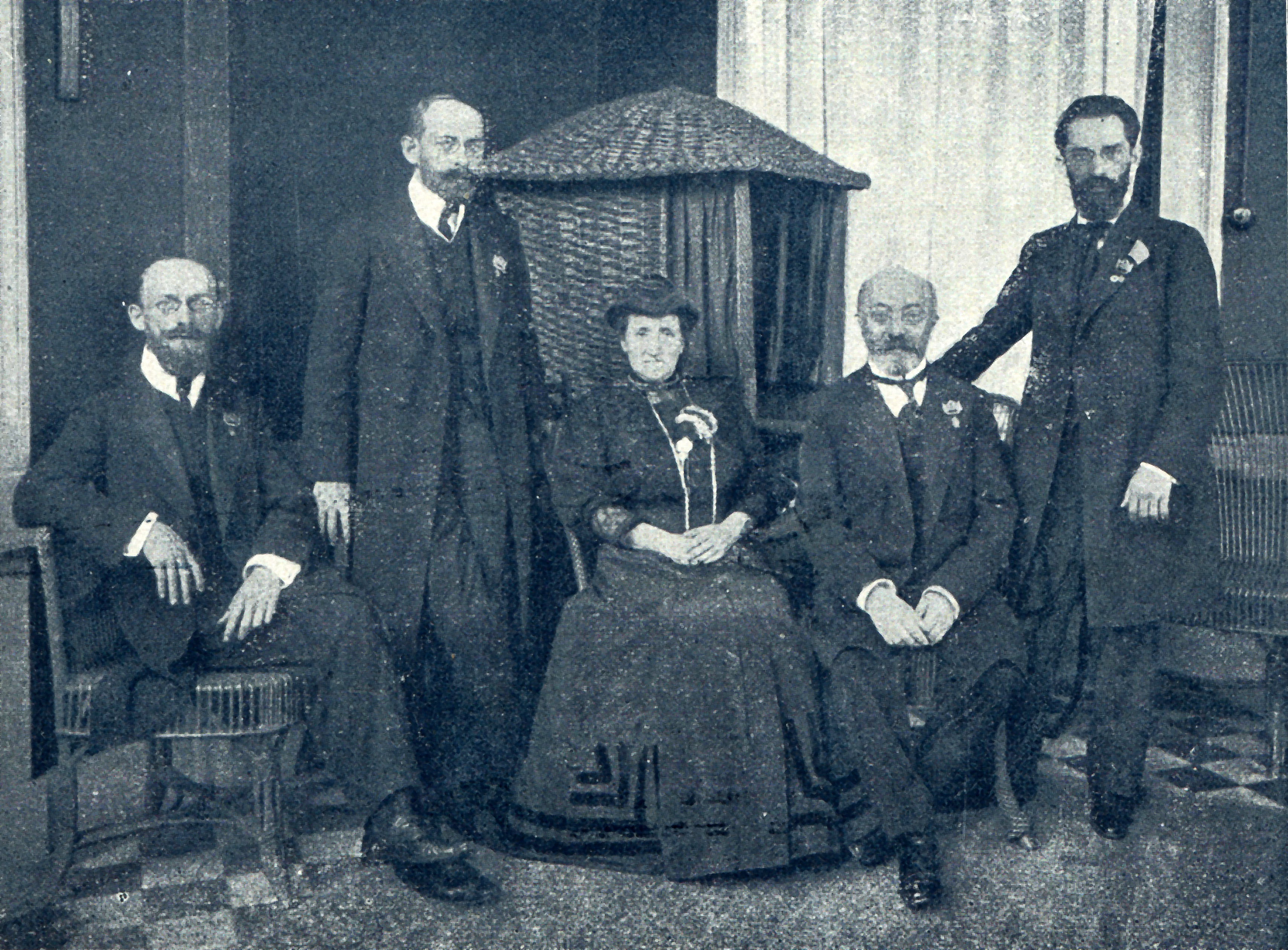
Od lewej: Aleksander, Leon, Klara, Ludwik i Feliks Zamenhof w czasie Światowego Kongresu Esperantystów w Dreźnie, 1908

Aleksander Markowicz Zamenhof (ros. Александр Маркович Заменгоф, esperanto Aleksandro Zamenhof; ur. 31 października?/12 listopada 1877 w Warszawie, zm. 18 lipca?/31 lipca 1916 w Dyneburgu) – żydowski lekarz i esperantysta, pułkownik Armii Rosyjskiej.
Urodził się jako najmłodszy syn Markusa Zamenhofa i, podobnie jak pozostali bracia, wybrał karierę medyczną. W 1902 ukończył studia medyczne na Uniwersytecie Warszawskim. Po wybuchu wojny rosyjsko-japońskiej w 1904 został zmobilizowany i wysłany na Daleki Wschód. Służył w Port Arthur przez cały okres jego oblężenia, a swoje przeżycia opisał w El Taglibro de Sieĝito en Port-Arturo (Z Dziennika Oblężonego w Port-Arthur) na łamach The British Esperantist. Za służbę lekarza wojskowego w 25. Wschodnio-Syberyjskim Pułku Strzelców został odznaczony Orderem Świętego Włodzimierza IV stopnia z mieczami. Był jeńcem w niewoli japońskiej, następnie kilka lat pracował w kopalniach złota nad Amurem. Po powrocie do Warszawy praktykował jako lekarz.
Aleksandra Zamenhofa interesowała kwestia rozwiązania problemu żydowskiego poprzez założenie państwa poza Palestyną. Porzuciwszy karierę lekarską wyjechał do Brazylii, gdzie w Espírito Santo próbował założyć żydowską kolonię rolniczą. Do Europy powrócił latem 1914 roku. Wybuch pierwszej wojny światowej zastał go w Amsterdamie, z którego musiał wracać do Warszawy przez Wielką Brytanię i Skandynawię. W kraju znów został powołany do czynnej służby w Cesarskiej Armii Rosyjskiej, w której służył dwa lata. Zginął (według niektórych źródeł – popełnił samobójstwo) w Dyneburgu.
Aleksander Zamenhof był aktywnym adeptem języka esperanto zainicjowanego przez jego starszego brata Ludwika. Pod pseudonimem AZO pisał do czasopism esperanckich, współpracował z Internacia Medicina Revuo (Międzynarodowym Przeglądem Medycznym) i uczestniczył w Światowych Kongresach Esperantystów.